# Straimont
Straimont is een dorp in de Belgische provincie Luxemburg en een deelgemeente van Herbeumont in het arrondissement Neufchâteau. Het dorp gelegen in de Herbeumontse bossen wordt doorkruist door de waterloop Vierre. In de deelgemeente liggen ook de gehuchten Martilly en Menugoutte.

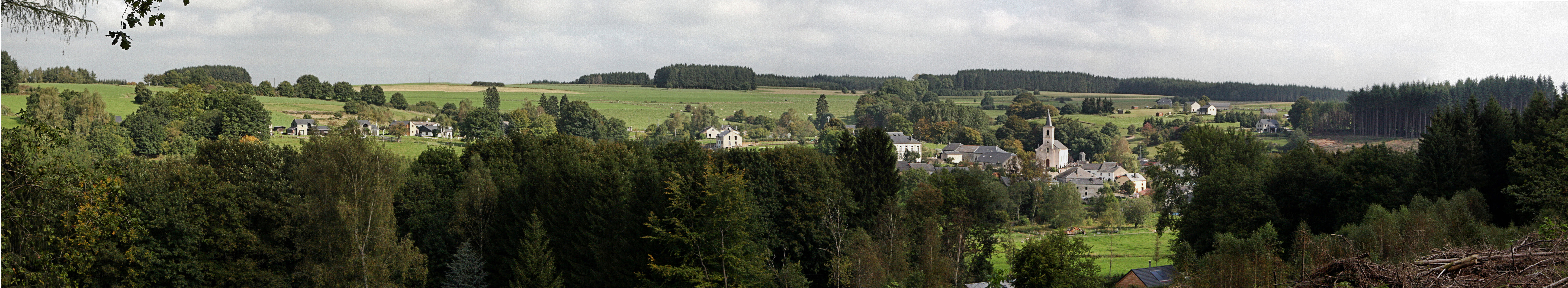
Straimont

## Geschiedenis
Straimont werd een gemeente op het eind van het ancien régime. De uitgestrekte gemeente omvatte ook de gehuchten Martilly, Menugoutte en Harfontaine in het noorden en het dorp Suxy in het zuiden. In 1823 werd ook Warmifontaine opgeheven en aangehecht.
In 1828 werd de gemeente ontbonden. Het grote zuidelijke deel werd afgesplitst als een nieuwe zelfstandige gemeente Suxy. Het noordelijk deel met Straimont en zijn gehuchten werd samengevoegd met de plaatsen Grapfontaine, Hosseuse, Montplainchamps en Nolinfaing, die werden overgeheveld van de toen opgeheven gemeente Hamipré, zelf bij Longlier gevoegd. Deze nieuwe gemeente werd Straimont-Grapfontaine genoemd. Die gemeente werd in 1837 echter alweer opgesplitst in Straimont in het westen en Grapfontaine in het oosten. De gehuchten Martilly en Menugoutte werden bij de zelfstandige gemeente Straimont ondergebracht.
Bij de gemeentelijke herindeling van 1977 werd Straimont een deelgemeente van Herbeumont.

## Demografische ontwikkeling
- Bronnen:NIS, Opm:1831 tot en met 1970=volkstellingen, 1976= inwoneraantal op 31 december
- 1846:Afsplitsing van Grapfontaine

## Bezienswaardigheden

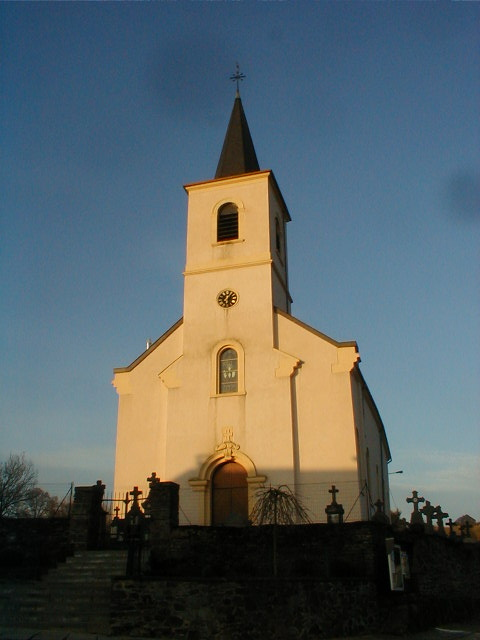
Église Saint-Nicolas

- De Église Saint-Nicolas

Deelgemeenten: Herbeumont · Saint-Médard · Straimont

Overige dorpen: Gribomont · Martilly · Menugoutte

Belgische gemeenten · Arrondissement Neufchâteau · Luxemburg · Wallonië